# Мала Слатина
Мала Слатина (алб. Sllatinë e Vogël) је насеље у општини Косово Поље, Косово и Метохија, Република Србија.

## Географија
Село је на југоисточној падини косе Црног врха, тако да се под њим према истоку пружа косовска равница. У непосредној близини села река Дреница прави адаптациони лакат и из правца ЈЈИ скреће у правцу према истоку и североистоку.

## Историја
Село је било чифлик, те се на њему смењивало становништво. Поред Срба, на овом чифлику је било и Албанаца. Тако су мухаџири из ослобођених крајева Србије затекли у овом селу при свом досељењу 1878. један албански род с презименом Голак, који се ускоро потом раселио.

## Порекло становништва по родовима
Подаци о пореклу становништва из тридесетих година XX века.
Мухаџирски родови
- Куршумлија (1 к.), од фиса Климената, досељени из Куршумлије.
- Баџа (1 к.), од фиса Марина, из Баца (Топлица).
- Брезница (1 к.), из фиса Гаша, из Брезнице (Топлица).
- Драгуш (1 к.), од фиса Тсача, из Драгуша (Топлица).
- Рудар (4 к.) и – Гргур (1 к.), од фиса Краснића, из Рудара и Гргура (Куршумлија).
- Попова (1 к.), од фиса Сопа из Попове (Топлица).
- Согоњева (1 к.), од фиса Шкреља, из Сагоњева (Топлица).

## Демографија
| Година       | 1948 | 1953 | 1961 | 1971 | 1981 | 1991 |
| ------------ | ---- | ---- | ---- | ---- | ---- | ---- |
| Становништво | 125  | 164  | 204  | 302  | 478  | 541  |

|  |